# Илегално наоружавање Хрватске
Илегално наоружавање Хрватске је назив за набавку (лаког) наоружања за потребе чланова Хрватске демократске заједнице и припаднике Министарства унутрашњих послова Хрватске у јесен 1990. године. То се дешавало у доба када је Социјалистичка Република Хрватска била још увек саставни део Социјалистичке Федеративне Републике Југославије. Ова операција се дешавала у строгој тајности и далеко од очију јавности, јер се руководство СР Хрватске (Влада, Сабор и Председништво) припремало за рат односно за обрачун са Србима и припадницима Југословенске народне армије у СР Хрватској.

## Претходница
СР Хрватска је једна од шест република чланица које су биле саставни део СФРЈ. Створена је још у току Другог светског рата на трећем заседању Земаљског антифашистичког вијећа народног ослобођења Хрватске у Топуском, маја 1944. године. Од самог оснивања СР Хрватска је имала социјализам као друштвено-политичко уређење и једнопартијски систем владања. Конститутивни народи су били Хрвати и Срби, док су националне мањине чинили: Роми, Мађари, Словаци, Италијани, Русини, Чеси и други.
У Београду је 8. августа 1989. године Скупштина СФРЈ усваја амандмане на Устав СФРЈ, којима се уводи вишепартијски систем управљања државом. То је довело до тога да се после скоро пет деценија поново оснивају политичке странке на тлу СФРЈ.
У СР Хрватској се 22. априла 1990. године одржавају први парламентарни и локални избори у вишепартијском систему. Главни супарници су били Хрватска демократска заједница (ХДЗ) коју је предводио Фрањо Туђман и Савез комуниста Хрватске (СКХ) коју је предводио Ивица Рачан. ХДЗ је у Сабору добио већину, након чега је изабрао Туђмана за председника Републике и формирао Владу. На локалним изборима априла 1990. ХДЗ је донео победу у чисто хрватским срединама, док је СКХ однео победу у национално мештовитим и српским срединама. Касније у марту 1991. године СКХ се распао, па су његови одборници прелазили у ХДЗ или Српски демократски странку Јована Рашковића.

Након формирања власти у СР Хрватској одмах је кренула антисрпска и антијугословенска кампања. Срби су постали преко ноћи грађани трећег реда. На послу су добијали отказе, претње, трпели психо-физичку тортуру, провокације на улици и путем телефона.
ХДЗ је од самог оснивања јасно истакао жељу за независности СР Хрватске од СФРЈ. Приликом преузимања власти маја 1990. године, Фрањо Туђман и ХДЗ су преузели контролу над полицијом, судством, медијима и друштвеним комбинатима и предузећима у СР Хрватској. Још пре избора 1990. године Фрањо Туђман је врло често виђан у иностранству у друштву усташке емиграције, која је имала за циљ да сруши комунистички поредак у СФРЈ и поново успостави Независну Државу Хрватску.
Новој власти у Загребу за независност је била потребна још само војска. Како СР Хрватска није имала сопствену војску, јер је ЈНА била једини међународно признати војни субјекат на територији целе СФРЈ, тако је Влада коју је ХДЗ формирала одлучила да „направи себи војску”. У условима и законима који су онда 1990. године важили легалним путем то се није моло обавити, зато се све дешавало у строгој тајности.

## Организатори и налогодавци акције
1. Фрањо Туђман
2. Мартин Шпегељ
3. Јосип Бољковац
4. Стјепан Месић
5. Ђуро Дечак
6. Антон Хабијанец
7. Владо Шабарић
8. Винко Белобрк
9. Гојко Шушак
10. Перица Јурић
11. Иван Белани

## Акција наоружавања
План за акцију илегалног наоружавања у СР Хрватској сачињен је у лето 1990. године, када је Влада СР Хрватске преко својих веза успоставила контакте на међународном тржишту оружја. Тада се Варшавски пакт лета 1990. распадао, а уједно и његове земље чланице доживљавале су друштвено-економску трансформацију (прелазак из социјализма у капитализам). Тако је у источноевропским земљама због повлачења Црвене армије из држава чланица Вашравског пакта у Совјетски Савез, остала велика количина наоружања. Акцију илегалне набавке оружја из источне Европе је водио бивши генерал ЈНА Мартин Шпегељ и министар полиције у Влади СР Хрватске Јосип Бољковац. Док је акцију илегалног наоружавања Хрватске са наоружањем из Аргентине, САД и Канаде водио Гојко Шушак.
Контраобавештајна служба је почетком октобра 1990. године била упозната са могућностима илегалног наоружавања у СР Хрватској. Па су тако и одређени најбољи оперативци КОС-а да уходе и снимају Мартина Шпегеља, који је тада октобра 1990. још увек обављао дужност официра ЈНА.
У ноћи између 12. и 13. октобра 1990. године на граничном прелазу Југославије и Мађарске „Горичан—Летење”, улази неколико шлепера лаког наоружања. Ту на граничном прелазу био је помоћник министра полиције Јосипа Бољковца, Перица Јурић, иначе добро познат у круговима усташке емиграције. Те вечери је унето око 18.000 пушака АК-47 са муницијом. Све то илегално увезено оружје је смештено у магацин Територијалне одбране „Ракитије”, код Загреба, који је контролисао МУП Хрватске односно Јосип Бољковац. Наредна тура илегалног наоружавања преко овог граничног прелаза ушла је 18. октобра 1990. Паралелно са овим илегалним увозом преко Мађарске у луку Сплит је долазило бродовима оружје из Аргентине, Канаде и САД, које је куповала усташка емиграција и слала у домовину.

## Последице
Илегално увезено оружје је наредних месеци подељено члановима ХДЗ, ХСП и ХОС, као и припадницима резервног састава МУП-а Хрватске.
Контраобавештајна служба је 19. октобра 1990. на војном полигону Гаково, крај Вировитице извео тајну акцију снимања Мартина Шпегеља, Јосипа Бољковца, министре у Влади СР Хрватске, са сараднциима, где су они изјавили какви су им планови са тим илегално увезеним оружјем. Планови су били везани за рат и обрачун са припадницима ЈНА, ликвидације Срба итд.
Касније је КОС прикупио још додатне доказе како би председник СР Хрватске Фрањо Туђман и сви министри Владе СР Хрватске могли бити ухапшени и осуђени на вишегодишње казне затвора. Међутим, услед политичких притисака на ССНО и необазривости Председништва СФРЈ хапшење и кривинчни поступак су изостали.
22. децембра 1990. у Хрватском сабору изгласан је тзв. Божићни устав, којим је укинута конститутивност Србима чиме су сведени на ниво националне мањине.
Рата у Хрватској не би било, да га Хрватска није жељела.— Фрањо Туђман, 24. март 1992.
Већ пролећа 1991. године Хрватска је имала више од 100.000 људи наоружани са лаким оружјем, који су били силно мотивисани за рат. Почело је оружаним инцидентима у Пакрацу 1. марта 1991. наставило се у Плитивчким Језерима 31. марта 1991. и Борову и Задру 2. маја 1991. Пале су и прве жртве. Хрватска пропаганда је све то искориштавала да појача антисрпску и антијугословенску кампању. Од тада се у већини српских места у СР Хрватској могле видети барикаде, јер су се мештани плашили за своју личну сигурност. Овај догађај илегално наоружавања из јесени 1990. године је један од кључних догађаја у распаду Југославије.

### Суђења и пресуде
25. јануара 1991. Контраобавештајна служба је ухапсила неколико чланова ХДЗ који су учествовали у овом подухвату и спроведени су у Загреб, где их је чекало суђење за оружану побуну и непријатељско деловање. Судија Војног суда Миле Вигњевић је изрекао пресуду 20. маја 1991. која је гласила:
1. Антун Хабијанац, 3,5 године затвора,
2. Јосип Ковач, 3 године и 3 месеца
3. Ђуро Дечак, 3 године затвора,
4. Фрањо Ковач, 2,5 године затвора,
5. Владо Шабарић, 1 годину и 3 месеца,
6. Винко Белобрк, 1 годину,

Осуђеници за тешко кривично дело су пушени на слободу, већ 2 дана после изрицања пресуде. Дочекало их је мноштво Хрвата уз велико одушевљење. За њих те оптужбе нису биле тешке, нити су уопште у томе видели проблем.